# マーティ (イタリア)
マーティ（伊: Mathi）は、イタリア共和国ピエモンテ州トリノ県にある、人口約3,900人の基礎自治体（コムーネ）。

## 地理

### 位置・広がり

#### 隣接コムーネ
隣接するコムーネは以下の通り。
- バランジェーロ
- カファッセ
- コーリオ
- グロッソ
- ヴィッラノーヴァ・カナヴェーゼ

## 姉妹都市
- ラス・パレハス（英語版）、アルゼンチン
- イムジャール（英語版）、マルタ